# Wolfgang Trumpf
Wolfgang Trumpf (* 2. August 1957) ist ein ehemaliger deutscher Fußballspieler.

## Sportlicher Werdegang
Trumpf stieß vor Beginn der Zweitliga-Spielzeit 1980/81 zu Kickers Offenbach, nachdem der Klub Rudi Völler zum TSV 1860 München hatte ziehen lassen. Schnell etablierte sich der Stürmer an der Seite von Walter Krause in der Stammformation von Trainer Franz Brungs. Hinter der dominierenden Mannschaft von SV Darmstadt 98 erreichten die Hessen mit zwei Punkten Vorsprung auf die Stuttgarter Kickers und den Aufsteiger KSV Hessen Kassel in der Südstaffel der 2. Bundesliga die Vizemeisterschaft und qualifizierten sich somit für die Aufstiegsspiele zur Bundesliga. Seinen elf Treffern im Verlauf der regulären Spielzeit ließ Trumpf im Hinspiel beim 1:0-Erfolg über den Nord-Zweiten Eintracht Braunschweig den spielentscheidenden Treffer kurz vor Spielschluss folgen. An der Seite von Michael Kutzop, Uwe Bein und Gerd Paulus stand er auch im Rückspiel in der Startformation, nach einer 0:2-Niederlage verpasste er mit der Mannschaft den Erstligaaufstieg. In der folgenden Spielzeit rückte er ins zweite Glied und kam nur noch in 15 Ligaspielen vornehmlich als Einwechselspieler zum Einsatz, als Tabellendritter zogen die Kickers in die Relegation ein. Gegen Bayer 04 Leverkusen gingen beide Spiele verloren, als Einwechselspieler für Uwe Höfer kam er im Hinspiel zu einem Kurzeinsatz. Seine geringen Einsatzzeiten führte Trumpf auf Lothar Buchmann zurück, der frühzeitig als neuer Cheftrainer ab Sommer 1982 feststehend – und bei den Relegationsspielen bereits auf der Bank saß – im Hintergrund bereits Strippen zog und nicht auf ihn setzen wollte.
Im Sommer 1982 wechselte Trumpf zum Amateurklub TSV Utphe, der von einem Mäzen unterstützt in der Ligapyramide weiter nach oben wollte und ihn sowie Bernd Kammer von Wormatia Worms verpflichtete.